# 名倉誠人
名倉 誠人（なくら まこと）は、日本のクラシック音楽のマリンバ奏者。兵庫県神戸市出身。

## 経歴
兵庫県神戸市出身。学芸会で初めて木琴を聴いたのがきっかけで、8歳からマリンバを始める。兵庫県立神戸高等学校卒業後、東京の武蔵野音楽大学で学士号と修士号を取得。大学の在学中に留学した、ロンドンの英国王立音楽院でも研究を続け、2000年には同院から名誉会員（ARAM）の称号を与えられた。
1994年には日本からニューヨークへ移住し、ヤング・コンサート・アーティスツ国際オーディションで優勝し、これをきっかけにニューヨークを拠点に活動を始める。その後、ロンドン、パリ、ベルリン、東京、香港、ソウル、モントリオール、メキシコシティ、サンパウロ、ブエノスアイレスなど、世界各地で演奏し高い評価を受ける。アメリカではロサンゼルス室内管弦楽団などと共演し、41の州で演奏している。

## 活動
他分野の芸術との共演も多い。
- アメリカン・バレエ・シアターと共演し、「マリンバ」というバレエをニューヨークで公演した。
- パブロ・ネルーダの詩に基づく作品を委嘱初演し、ニューヨーク、イギリス、日本で公演を行った。
- 「枕草子プロジェクト」など古典的な日本のエッセイに基づく作品も制作している。

名倉のために作品を書いている作曲家には、フィリップ・ラッサー、カルロス・サンチェス・グティエレス、ケビン・プッツ、ケンジ・バンチ、ジェイソン・エッカート、ベンジャミン・C・S・ボイルなどがいる。

## 受賞歴
- NHK洋楽オーディション合格（1987年）
- 日本演奏連盟賞（1990年）
- ヤング・コンサート・アーティスツ国際オーディション第一位（1994年）
- 第一回松方ホール音楽賞大賞　（1998年）
- 英国王立音楽院栄誉会員（ARAM）（2000年）
- 文化庁芸術祭新人賞（2001年）
- BMI／カルロス・スリナック基金マリンバ委嘱賞（2002年）
- 神戸灘ライオンズクラブ音楽賞（2003年）
- 青山音楽賞バロックザール賞（2009年）
- 第一回Kobe Art Award大賞（2012年）
- 日本プロ音楽録音協会新進優秀マスター賞（2019年）
- こぶし志縁賞（神戸文化支援基金）（2022年）

## 教育活動
後進の育成に力を入れており、イーストマン音楽学校、英国王立音楽院、香港演芸学院、ソウル国立大学など世界各地でマスタークラスやワークショップを開催。日本では、京都市立芸術大学で六年間にわたり教鞭を執った。

## ディスコグラフィー
- 2001年 - 「Ritual Protocol」（American Modern Recordings）
- 2003年 - 「田辺恒弥：マリンバ作品集」（Tsuneya Tanabe Marimba Works）（ALM Records）
- 2004年 - 「Triple Jump」（American Modern Recordings）
- 2008年 - 「Bach Beat」（American Modern Recordings）
- 2012年 - 「Wood and Forest」（American Modern Recordings）
- 2016年 - 「Bach Beat II」（ナクソス・ジャパン）
- 2018年 - 「Tears and Prayers」（オクタヴィア・レコード）
- 2020年 - 「Bach Parallels」（Evosound）

## 出演
- CBS・CBSニュース サンデーモーニング

## 著作
- マリンバのための編曲作品集、「Bach Chorales」「Concert Favorites」- Kazenone Music Publications